# Crusader (Chris de Burgh)
Crusader is het vierde studioalbum van Chris de Burgh. Het werd grotendeels opgenomen in de AIR Studios, aanvullende opnamen vonden plaats in de Abbey Road Studios te Londen en Superbear Studios te Nice. De muziekproducent voor dit album was Andrew Powell, toen voor het merendeel aan het werk voor het Alan Parsons Project. Ook de musici Ian Bairnson, David Paton en Stuart Elliott kwamen daaruit, maar waren alle drie ook ex-Pilot. 
Crusader haalde een week de Britse albumlijst met notering op plaats 72. Die notering haalde het in 1986, zeven jaar na uitgifte in een tijd dat meer "oude" albums van De Burgh in die albumlijst opdoken. 

## Musici
- Chris de Burgh – zang, akoestische gitaar
- Ian Bairnson – gitaar, achtergrondzang (3)
- David Paton – basgitaar, achtergrondzang (3)
- Mike Moran – toetsinstrumenten
- Stuart Elliott – slagwerk, percussie
- David Cripps – hoorn (3)
- Skaila Kanga – harp (4)
- Chris Laurence – contrabas (4)
- Francis Monkman – klavecimbel (4)
- Olive Simpson – achtergrondzang (8)
- Andrew Powell – piano (5, 9 , 11, 12), orkestratie, koorarrangement en dirigent

## Muziek
Alles uit de pen van Chris de Burgh

| Nr. | Titel                                                                                    | Duur |
| --- | ---------------------------------------------------------------------------------------- | ---- |
| 1.  | Carry on                                                                                 | 3:47 |
| 2.  | I had the love in my eyes                                                                | 3:29 |
| 3.  | Something else again                                                                     | 4:25 |
| 4.  | The girl with april in het eyes                                                          | 4:55 |
| 5.  | Just in time                                                                             | 5:11 |
| 6.  | Carry on (reprise)                                                                       | 0:32 |
| 7.  | The devil's eye                                                                          | 4:13 |
| 8.  | It’s such a long way home                                                                | 3;31 |
| 9.  | Old-fashioned people                                                                     | 3:27 |
| 10. | Quiet moments                                                                            | 1:38 |
| 11. | Crusader (A.The fall of Jerusalem, B.The court of Saladin, C.The battlefield, D. Finale) | 8:48 |
| 12. | You and me                                                                               | 1:12 |